# Svinesundbrug
De Svinesundbrug (Zweeds: Svinesundsbron; Noors: Svinesundsbrua) is een boogbrug tussen Zweden en Noorwegen over de Iddefjord bij Svinesund. De grens tussen beide landen loopt in het midden van het water. Over de brug loopt de E6 met twee rijstroken in beide richtingen.
De brug werd gebouwd van 2003 tot 2005 ter ontlasting van de iets oostelijker gelegen Svinesundbrug, ondertussen herdoopt tot Oude Svinesundbrug. De brug werd op 13 juni 2005 opengesteld voor verkeer in aanwezigheid van de Noorse en Zweedse koningshuizen. De brug heeft een lengte van 704 meter en een grootste overspanning van 247 meter. De kosten van de brug worden door middel van tolheffing terugverdiend. De tol wordt in beide richtingen geheven. Sinds 1 mei 2006 moet ook op de oude brug tol worden betaald, omdat het te makkelijk was de tol te omzeilen. De tol wordt gedurende 20 jaar geïnd. In 2011 reden er elke dag 14.700 voertuigen over de brug.
Met ingang van 1 november 2015 werd overgestapt op volledig automatische betaling met behulp van ANPR-systeem (Automatische kentekenherkenning) aan de Noorse zijde. Auto Pass-gebruikers krijgen 13% korting. Het tolstation zou in de zomer van 2016 worden gesloopt.

## Foto's

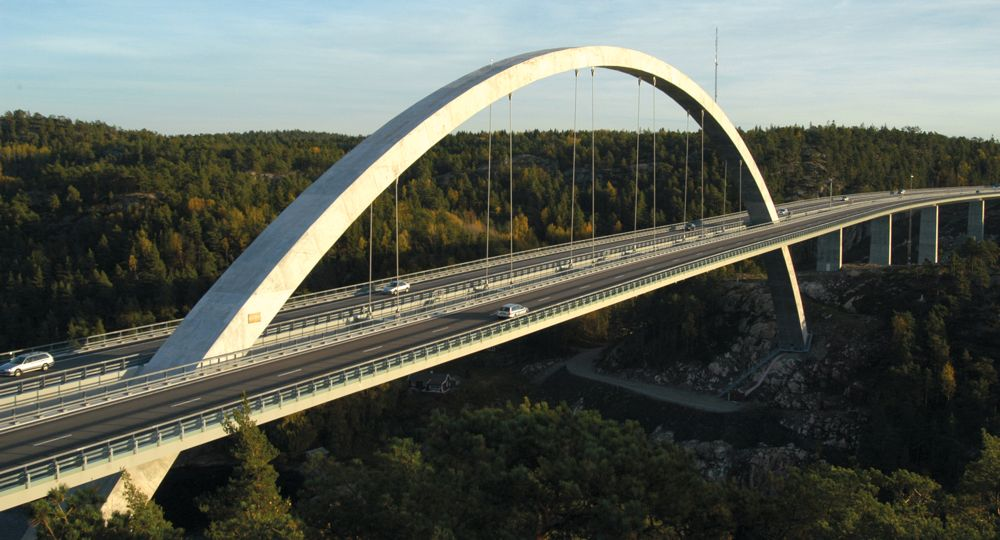
E6 over de brug
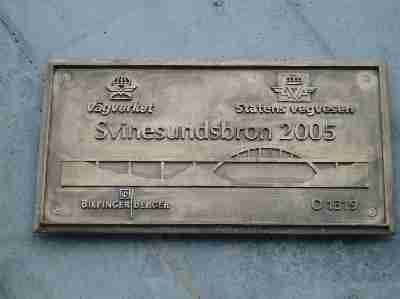
Naam van de brug
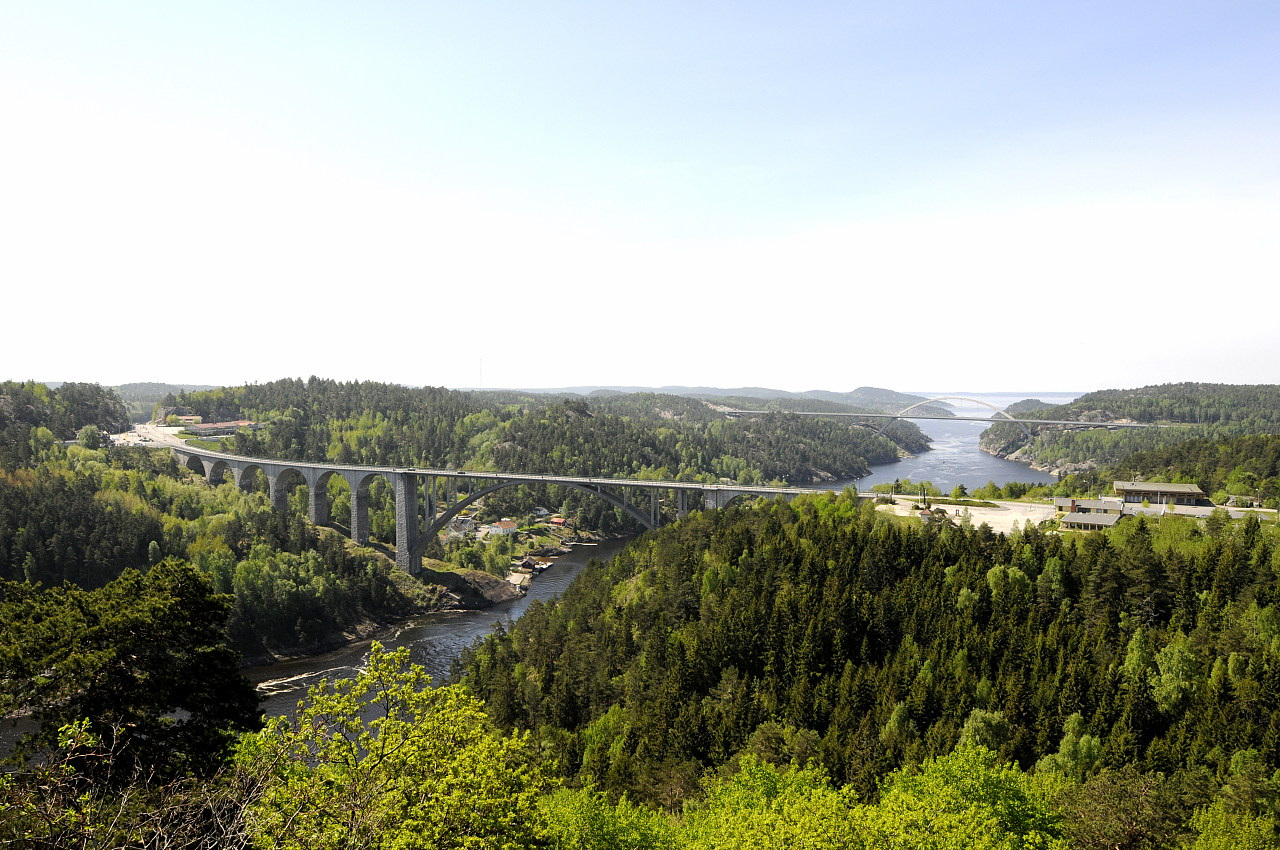
Foto met beide bruggen
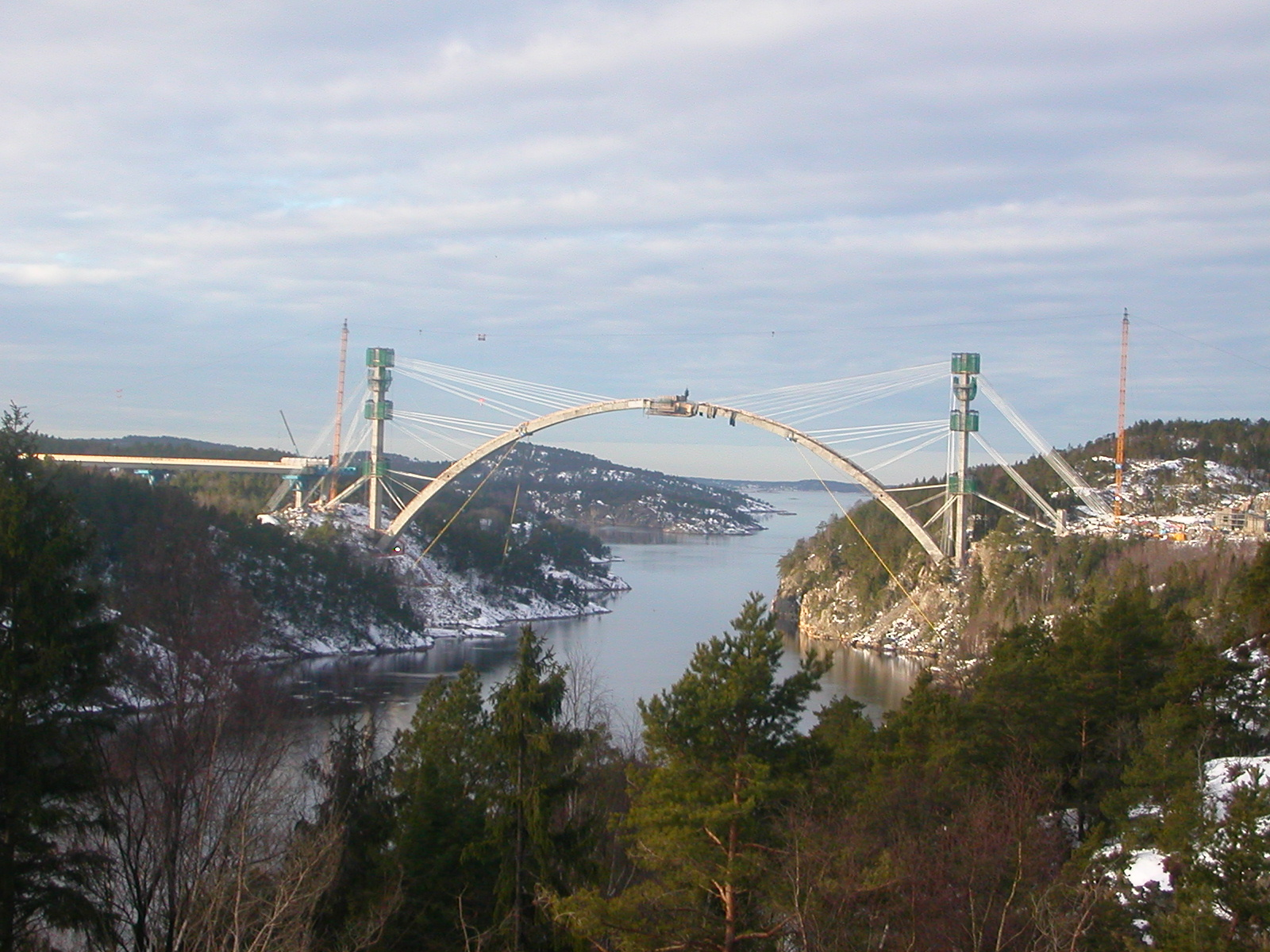
Bouw van de brug in februari 2004